# Mossalvspindel
Mossalvspindel (Maro sublestus) är en spindelart som beskrevs av William Falconer 1915. Mossalvspindel ingår i släktet Maro och familjen täckvävarspindlar. Arten är reproducerande i Sverige. Inga underarter finns listade i Catalogue of Life.